# Oskar K. Rabinowicz
Oskar Kwasnik Rabinowicz (geboren 13. Oktober 1902 in Aspern, Österreich-Ungarn; gestorben 26. Juni 1969 in New York City) war ein tschechoslowakisch-britischer Zionist.

## Leben
Oskar Kwasnik Rabinowicz war ein Sohn des Hebräischlehrers, Kantors und Edelmetallmaklers Julius (Jehuda Leib) Kwasnik-Rabinowicz und der Eugenia (Genandel) Rosenkrantz, er hatte drei Geschwister. Seine Eltern wurden 1944 im Ghetto Theresienstadt Opfer des Holocaust, auch seine Schwester Rosa Feder, Konzertpianistin, wurde von den Deutschen ermordet.
Rabinowicz wuchs ab dem vierten Lebensjahr im Ghetto von Boskowitz auf. Er studierte ab 1921 in Brünn und danach an der Karls-Universität in Prag. Er engagierte sich in der zionistischen Jugend und nahm 1921 als Assistent von Nachum Sokolow am 12. Zionistischen Kongress in Karlsbad teil. Für seinen Lebensunterhalt arbeitete außerdem nebenher an der jüdischen Volksschule in Prag und gründete ein jüdisches Gymnasium in Brünn. Er wurde 1924 in Prag mit einer Dissertation über Spinoza promoviert. Er war dann von 1924 bis 1929 für das väterliche Maklergeschäft in Brünn und danach bis 1931 in London tätig. Von 1931 bis 1933 studierte er in Berlin an der Hochschule für die Wissenschaft des Judentums und legte ein Rabbinerexamen ab, ohne allerdings zukünftig in dem Beruf zu arbeiten. 
Rabinowicz war seit Beginn seines Studiums auch in Organisationen der Revisionistischen Zionisten tätig und war von 1925 bis 1929 deren Präsident in der Tschechoslowakei. Er setzte sich in der Tschechoslowakei nach der Machtübergabe an die Nationalsozialisten in Deutschland für Flüchtlinge ein und führte einen Wirtschaftsboykott gegen das nationalsozialistische Deutschland an. Er engagierte sich für die, aus britischer Sicht illegale, Einwanderung von Juden in das Völkerbundsmandat für Palästina. Er war ab 1934 Schriftleiter der Wochenschrift Medina Ivrit in Prag. 
Rabinowicz war mit Rosa Oliner verheiratet, sie hatten zwei Kinder, die Bibliothekarin Judith Tapiero und den Historiker Theodore K. Rabb. Er emigrierte 1939 mit der Familie nach Großbritannien und erhielt 1956 die britische Staatsbürgerschaft. In England war er vornehmlich als Bankier tätig. 1956 zog er in die USA. Rabinowicz wurde in jenem Jahr Mitglied des geschäftsführenden Vorstandes des Jüdischen Weltkongresses (WJC). Er war seit 1940 Vorstandsmitglied der Jewish Historical Society of England und wurde in den USA Mitglied des Bibliothekskomitees des Jewish Theological Seminary of America.

## Schriften (Auswahl)

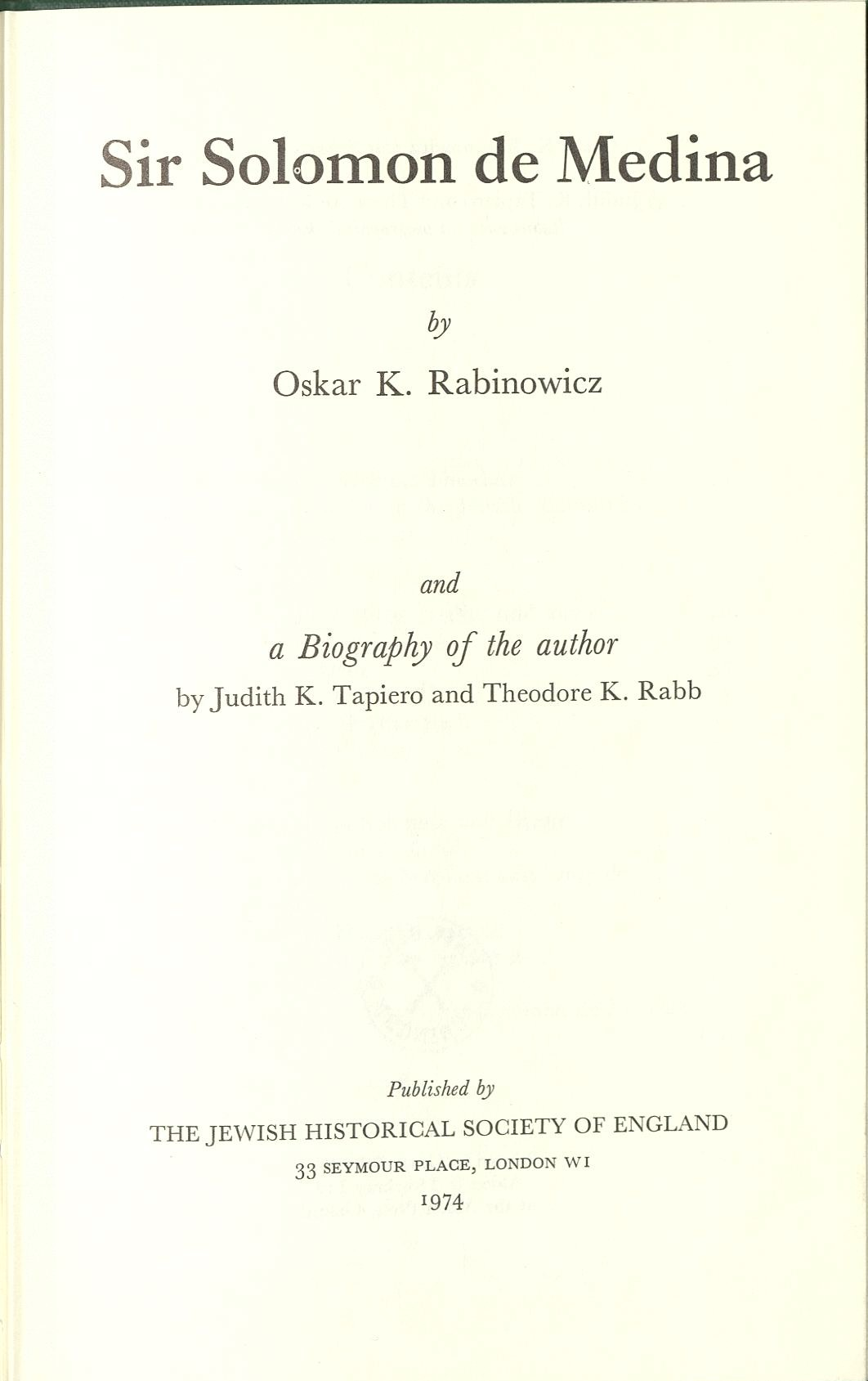
Solomon de Medina (1974)

- Einleitung in die Probleme des rituellen Schlachtens. Wien: Glanz, 1937
- Vladimir Jabotinsky's conception of a nation. New York, NY: Beechhurst Press, 1946
- Fifty years of Zionism : a historical analysis of Dr. Weizmann's "Trial and error". London : Anscombe, 1950
- Winston Churchill on Jewish problems. London: Yoseloff, 1960
- Sir Solomon de Medina. And a biogr. of the author by Judith K. Tapiero, Theodore K. Rabb. London : The Jewish Hist. Soc. of England, 1974
- Arnold Toynbee on Judaism and Zionism : a critique. London : W. H. Allen, 1974